# Нікітін Андрій Дмитрович
Андрій Дмитрович Нікітін (нар. 8 січня 1972, Луганськ, УРСР) — колишній український футболіст, воротар. Відомий, зокрема, виступами за «Зорю», «Іллічівець» та донецький «Металург».

## Життєпис

### Клубна кар'єра
Андрій Нікітін пройшов футбольну школу в СДЮШОР «Зоря». В 1990 році його перевели до дорослої команди луганського клубу. Дуже скоро Андрій став основним воротарем луганчан. Нікітіним зацікавився «Шахтар» і в 1995 році йому запропонували контракт. Проте в донецькій команді Андрій був лише резервним голкіпером і за три сезони відстояв у рамці всього 13 матчів. Через це Андрій вирішив змінити клуб і перейшов до конкурентів «Шахтаря» — донецького «Металурга». 2004 року він приєднався до «Іллічівця», а в 2007-му повернувся в луганську «Зорю», щоправда провів там тільки 5 ігор. У грудні 2007-го Андрій вирішив завершити кар'єру, проте наступного рок опинився в азербайджанському «Сімурзі», де провів один сезон і здобув бронзові нагороди чемпіонату.

### Тренерська кар'єра
Після завершення ігрової кар'єри Андрій Нікітін тренував воротарів донецького «Металурга» з 2011 по 2015 рік та кам'янської «Сталі» у 2016 році. Із серпня 2016 року обіймав посаду тренера воротарів клубу «Буковина». А після відставки головного тренера Сергія Шищенка до призначення нового наставника, Андрій Дмитрович займався підготовкою команди до весняної частини чемпіонату. У новому тренерському штабі займав попередню посаду до закінчення сезону. З січня 2019 року працює тренером воротарів у молодіжній і юнацькій команді луганської «Зорі».

## Титули і досягнення

### Клубні

#### «Зоря»
- Друга ліга СРСР
  - Срібний призер (1): 1991

#### «Шахтар»
- Чемпіонат України
  - Срібний призер (3): 1996/97, 1997/98, 1998/99
- Кубок України
  - Володар (1): 1996/97

##### «Шахтар-2»
- Друга ліга України
  - Переможець (1): 1997/98

#### «Металург»
- Чемпіонат України
  - Бронзовий призер (2): 2001/02, 2002/03

##### «Металург-2»
- Друга ліга України
  - Бронзовий призер (1): 2001/02

#### «Сімург»
- Чемпіонат Азербайджану
  - Бронзовий призер (1): 2008/09

### Індивідуальні
- Член символічного клубу воротарів імені Євгена Рудакова: 103 матчі на «0»